# Combinatio nova
Combinatio nova, скорочено comb. nov. (іноді n. comb. ), латиною означає «нова комбінація». Використовується в літературі з таксономічної біології, коли нова назва вводиться на основі існуючої. Термін не слід плутати з species nova, що використовується для раніше неназваного виду.
Нову комбінацію вводять у таких ситуаціях: 
- таксон перенесено до іншого роду
- внутрішньовидовий таксон переноситься до іншого виду
- змінено ранг таксона.